# Triple Crown (baseball)
La tripla corona (Triple Crown in lingua inglese), nel baseball, premia il giocatore che al termine delle stagione risulta contemporaneamente il migliore in tre diverse voci statistiche:
- media battuta (AVG), fuoricampo (HR) e punti battuti a casa (RBI) per i battitori[1][2]
- vittorie (W), media PGL (ERA) e strikeout (SO) per i lanciatori[1][2]

## Vincitori della tripla corona dei battitori

### American Association (XIX secolo)
Nella American Association (AA), lega professionistica attiva dal 1882 al 1891, la tripla corona dei battitori venne assegnata una sola volta.
| Anno | Battitore   | Squadra          | AVG  | HR | RBI |
| ---- | ----------- | ---------------- | ---- | -- | --- |
| 1887 | Tip O'Neill | St. Louis Browns | .435 | 14 | 123 |

### American League
Nella American League (AL), dalla fondazione nel 1901 ad oggi, la tripla corona dei battitori è stata assegnata finora 10 volte.
| Anno | Battitore        | Squadra                | AVG  | HR | RBI |
| ---- | ---------------- | ---------------------- | ---- | -- | --- |
| 1901 | Nap Lajoie       | Philadelphia Athletics | .426 | 14 | 125 |
| 1909 | Ty Cobb          | Detroit Tigers         | .377 | 9  | 107 |
| 1933 | Jimmie Foxx      | Philadelphia Athletics | .356 | 48 | 163 |
| 1934 | Lou Gehrig       | New York Yankees       | .363 | 49 | 165 |
| 1942 | Ted Williams     | Boston Red Sox         | .356 | 36 | 137 |
| 1947 | Ted Williams     | Boston Red Sox         | .343 | 32 | 114 |
| 1956 | Mickey Mantle    | New York Yankees       | .353 | 52 | 130 |
| 1966 | Frank Robinson   | Baltimore Orioles      | .316 | 49 | 122 |
| 1967 | Carl Yastrzemski | Boston Red Sox         | .326 | 44 | 121 |
| 2012 | Miguel Cabrera   | Detroit Tigers         | .330 | 44 | 139 |

### National League
Nella National League (NL), dalla fondazione nel 1876 ad oggi, la tripla corona dei battitori è stata assegnata finora 5 volte.
| Anno | Battitore      | Squadra               | AVG  | HR | RBI |
| ---- | -------------- | --------------------- | ---- | -- | --- |
| 1878 | Paul Hines     | Providence Grays      | .358 | 4  | 50  |
| 1922 | Rogers Hornsby | St. Louis Cardinals   | .401 | 42 | 152 |
| 1925 | Rogers Hornsby | St. Louis Cardinals   | .403 | 39 | 143 |
| 1933 | Chuck Klein    | Philadelphia Phillies | .368 | 28 | 120 |
| 1937 | Joe Medwick    | St. Louis Cardinals   | .374 | 31 | 154 |

### Campionato italiano
Nel campionato italiano di baseball, dal 1960 ad oggi, la tripla corona dei battitori è stata assegnata finora 6 volte.
| Anno | Battitore        | Squadra                    | AVG  | HR | RBI |
| ---- | ---------------- | -------------------------- | ---- | -- | --- |
| 1962 | Roberto Gandini  | Milano Baseball 1946       | .375 | 12 | 40  |
| 1974 | Giorgio Castelli | Parma Baseball             | .523 | 26 | 85  |
| 1987 | Roberto Bianchi  | Fortitudo Baseball Bologna | .474 | 27 | 72  |
| 1991 | Roberto Bianchi  | Milano Baseball 1946       | .460 | 16 | 55  |
| 2010 | Carlos Duran     | San Marino Baseball Club   | .349 | 6  | 39  |
| 2020 | Federico Celli   | San Marino Baseball Club   | .473 | 10 | 36  |

## Vincitori della tripla corona dei lanciatori

### American Association (XIX secolo)
Nella American Association (AA), lega professionistica attiva dal 1882 al 1891, la tripla corona dei lanciatori venne assegnata una sola volta.
| Anno | Lanciatore | Squadra             | W  | ERA  | SO  |
| ---- | ---------- | ------------------- | -- | ---- | --- |
| 1884 | Guy Hecker | Louisville Colonels | 52 | 1.80 | 385 |

### American League
Nella American League (AL), dalla fondazione nel 1901 ad oggi, la tripla corona dei lanciatori è stata assegnata finora 17 volte.
| Anno | Lanciatore       | Squadra                | W  | ERA  | SO  |
| ---- | ---------------- | ---------------------- | -- | ---- | --- |
| 1901 | Cy Young         | Boston Americans       | 33 | 1.62 | 158 |
| 1905 | Rube Waddell     | Philadelphia Athletics | 27 | 1.48 | 287 |
| 1913 | Walter Johnson   | Washington Senators    | 36 | 1.14 | 243 |
| 1918 | Walter Johnson   | Washington Senators    | 23 | 1.27 | 162 |
| 1924 | Walter Johnson   | Washington Senators    | 23 | 2.72 | 158 |
| 1930 | Lefty Grove      | Philadelphia Athletics | 28 | 2.54 | 209 |
| 1931 | Lefty Grove      | Philadelphia Athletics | 31 | 2.06 | 175 |
| 1934 | Lefty Gomez      | New York Yankees       | 26 | 2.33 | 158 |
| 1937 | Lefty Gomez      | New York Yankees       | 21 | 2.33 | 194 |
| 1940 | Bob Feller       | Cleveland Indians      | 27 | 2.61 | 261 |
| 1945 | Hal Newhouser    | Detroit Tigers         | 25 | 1.81 | 212 |
| 1997 | Roger Clemens    | Toronto Blue Jays      | 21 | 2.05 | 292 |
| 1998 | Roger Clemens    | Toronto Blue Jays      | 20 | 2.65 | 271 |
| 1999 | Pedro Martínez   | Boston Red Sox         | 23 | 2.07 | 313 |
| 2006 | Johan Santana    | Minnesota Twins        | 19 | 2.77 | 245 |
| 2011 | Justin Verlander | Detroit Tigers         | 24 | 2.40 | 250 |
| 2020 | Shane Bieber     | Cleveland Indians      | 8  | 1.63 | 122 |

### National League
Nella National League (NL), dalla fondazione nel 1876 ad oggi, la tripla corona dei lanciatori è stata assegnata finora 21 volte.
| Anno | Lanciatore        | Squadra               | W  | ERA  | SO  |
| ---- | ----------------- | --------------------- | -- | ---- | --- |
| 1877 | Tommy Bond        | Boston Red Caps       | 40 | 2.11 | 170 |
| 1884 | Charles Radbourn  | Providence Grays      | 60 | 1.38 | 441 |
| 1888 | Tim Keefe         | New York Giants       | 35 | 1.74 | 335 |
| 1889 | John Clarkson     | Boston Beaneaters     | 49 | 2.73 | 284 |
| 1894 | Amos Rusie        | New York Giants       | 36 | 2.78 | 195 |
| 1905 | Christy Mathewson | New York Giants       | 31 | 1.28 | 206 |
| 1908 | Christy Mathewson | New York Giants       | 37 | 1.43 | 259 |
| 1915 | Pete Alexander    | Philadelphia Phillies | 31 | 1.22 | 241 |
| 1916 | Pete Alexander    | Philadelphia Phillies | 33 | 1.55 | 167 |
| 1918 | Hippo Vaughn      | Chicago Cubs          | 22 | 1.74 | 148 |
| 1920 | Pete Alexander    | Chicago Cubs          | 27 | 1.91 | 173 |
| 1924 | Dazzy Vance       | Brooklyn Dodgers      | 28 | 2.16 | 262 |
| 1939 | Bucky Walters     | Cincinnati Reds       | 27 | 2.29 | 137 |
| 1963 | Sandy Koufax      | Los Angeles Dodgers   | 25 | 1.88 | 306 |
| 1965 | Sandy Koufax      | Los Angeles Dodgers   | 26 | 2.04 | 382 |
| 1966 | Sandy Koufax      | Los Angeles Dodgers   | 27 | 1.73 | 317 |
| 1972 | Steve Carlton     | Philadelphia Phillies | 27 | 1.97 | 310 |
| 1985 | Dwight Gooden     | New York Mets         | 24 | 1.53 | 268 |
| 2002 | Randy Johnson     | Arizona Diamondbacks  | 24 | 2.32 | 334 |
| 2007 | Jake Peavy        | San Diego Padres      | 19 | 2.54 | 240 |
| 2011 | Clayton Kershaw   | Los Angeles Dodgers   | 21 | 2.28 | 248 |

### Campionato italiano
Nel campionato italiano di baseball, dal 1960 ad oggi, la tripla corona dei lanciatori è stata assegnata finora 6 volte.
| Anno | Lanciatore         | Squadra                    | W  | ERA  | SO  |
| ---- | ------------------ | -------------------------- | -- | ---- | --- |
| 1961 | Giulio Glorioso    | Milano Baseball 1946       | 18 | 0.46 | 218 |
| 1962 | Giulio Glorioso    | Milano Baseball 1946       | 16 | 1.27 | 164 |
| 1963 | Giulio Glorioso    | Nettuno Baseball Club      | 15 | 0.68 | 166 |
| 1974 | Federico Corradini | Fortitudo Baseball Bologna | 20 | 1.54 | 186 |
| 1979 | Mike Romano        | Rimini Baseball Club       | 13 | 1.74 | 148 |
| 1984 | David Farina       | Parma Baseball             | 17 | 2.39 | 143 |